# Open Your Heart
"Open Your Heart" je pjesma američke pjevačice Madonne. Izdana je 12. studenog 1986. kao četvrti singl s trećeg studijskog albuma True Blue pod Sire Recordsom. Pjesma se pojavila i na kompilacijama najvećih hitova The Immaculate Collection (1990.) i Celebration (2009.). Izvorno je napisana kao rock 'n roll pjesma, ali ju je Madonna promijenila u dance-pop žanr. To je pjesma s ljubavnom tematikom koja govori o osjećajima između mladog para i Madonninom izražavanju seksualne želje.
Pjesma je doživjela kritički i komercijalni uspjeh. Ovo je bio Madonnin peti broj 1 singl na američkoj Billboard Hot 100 ljestvici. Glazbeni video za pjesmu nije nastao na priči pjesme. Madonna je prikazana kao egzotična plesačica u striptiz klubu, a na ulazu dječak pokušava pogledati Madonnu. Na kraju videa, Madonna i dječak zajedno bježe iz kluba. Video je dobio pozitive komentare kritičara jer je iz drugačije perspektive prikazao "voajerski muški pogled", ali jedina kritika se upućivala na pojavljivanje djeteta u striptiz klubu. Video je snimljen u čast Lizi Minnelli i Marlene Dietrich.
Madonna je pjesmu izvela dva puta na svojim turnejama - 1987. na Who's That Girl World Tour, i 1990. na Blond Ambition World Tour, kada je Madonna nosila svoj prepoznatiljivi šilasti prsluk. "Open Your Heart" su obradili mnogi umjetnici, te se 2002. pjesma pojavila u filmu Britney Spears Crossroads.

## O pjesmi
Pjesma je izvorno napisana kao rock pjesma, ali ju je Madonna izmijenila u dance- pop verziju. Tema pjesme nevina ljubav između dječaka i djevojčice i Madonnina ekspresija seksualnosti. Pjesma je dobila pozitiven komentare od kritičara, a i bila je veliki komercijalni uspjeh.
Madonna je pjesmu izvela na Who's That Girl Tour 1987. i Blond Ambition Tour 1990.

## Uspjeh pjesme
"Open Your Heart" je debitirala na 51. mjestu na Billboard Hot 100 ljestvici. Pjesma je dospjela na 1. mjesto i postala Madonnin peti broj 1 u Sjedinjenim Državama. I na Hot Dance Club Play je dopsjela na vrh ljestvice. U Kanadi je dospela na 8. mjesto.
U ostatku svijeta je ovo bio još jedan Madonnin Top 10 singl. Tako je u UK-u singl dospio na 4. mjesto i zaradio srebrnu certifikaciju. Na europskoj ljestvici je dospio na 4. mjesto, te bio jedini singl s albuma koji noje dospio na 1. mjesto. U Australiji je prekinuo niz od devet uzastopnih Top 10 singlova sa svojim 16. mjestom. 

## Glazbeni video
Glazbeni video je sniman u Echo Parku u Los Angelesu. Madonna se u spotu pojavljuje kao egzotična plesačica i striptizeta. Na njezin nastup pokušava ući mali dečko, ali mu čovjek koji prodaje karte zabranjuje. Madonna za to vrijeme pleše dok ju u publici gledaju muškarci. Redatelj je rekao da spot ima dublju misao. To je da Madonna ovdje pokušava uspostaviti kontakt očima s ljudima koji ju gledaju, ali ne uspjeva jer joj oni to ne mogu uzvratiti. Također gleda u kameru i pokušava uspostaviti kontakt s gledateljem. Madonna ovdje predstavlja ženu koja traži ljubav ali i da ju se prihvati kao takvu. Madonna zatim izlazi s predstave i dolazi do malog dečka. Poljubi dječaka i plešući odlaze.

## Popis formata i pjesama
| - US 7" Singl 1. "Open Your Heart" 2. "White Heat" (LP Version) - US 12" Singl 1. "Open Your Heart" (Extended Version) 2. "Open Your Heart" (Dub) 3. "White Heat" (LP Version) - UK 7" Singl 1. "Open Your Heart" (Remix) 2. "Lucky Star" (Edit) | - UK 12" Singl / UK Ograničena verzija 12" Picture Disc 1. "Open Your Heart" (Extended Version) 2. "Open Your Heart" (Dub) 3. "Lucky Star" (Full-Length Version) - Rain 12" Picture Disc 1. "Rain" (Radio Remix) 2. "Up Down Suite" (Dub) 3. "Open Your Heart" (LP Version) |

## Uspjeh na ljestvicama
| Ljestvica (1987.)                   | Pozicija |
| ----------------------------------- | -------- |
| Australija                          | 16       |
| Austrija                            | 18       |
| Belgija                             | 4        |
| Francuska                           | 24       |
| Irska                               | 2        |
| Italija                             | 6        |
| Kanada                              | 8        |
| Nizozemska                          | 7        |
| Njemačka                            | 17       |
| Švicarska                           | 11       |
| Ujedinjeno Kraljevstvo              | 4        |
| U.S. Billboard Hot 100              | 1        |
| U.S. Billboard Hot Dance Club Songs | 1        |